# Afroploce
Afroploce is een geslacht van vlinders van de familie bladrollers (Tortricidae).

## Soorten
- A. ealana Aarvik, 2004
- A. karsholti Aarvik, 2004
- A. mabalingwae Razowski, 2008
- A. turiana Aarvik, 2004